# 1993年8月逝世人物列表
1993年逝世人物列表：1月 - 2月 - 3月 - 4月 - 5月 - 6月 - 7月 - 8月 - 9月 - 10月 - 11月 - 12月
1993年8月逝世人物列表，是用於匯總1993年8月期間逝世人物的列表。

## 依日期排序

### 1日
- 鮑勃·卡特，71歲，美國爵士貝斯手和編曲家[1]
- 克雷爾·杜佈雷，100歲，美國女演員[2]
- 艾米拉·加法羅娃，59歲，亞塞拜然政治家
- 尤因·考夫曼，76歲，美國企業家、慈善家和棒球高管[3]
- 阿爾弗雷德·馬內西爾，花窗玻璃艺术家和緙織壁毯設計師，因交通事故身亡[4]
- 盧西亞諾·蒙特羅，85歲，西班牙公路自行車賽車手。
- 格裡·桑德奎斯特，37歲，英國演員[5]

### 2日
- 圭多德爾梅斯特里，82歲，義大利天主教樞機主教。[6]
- 奈傑爾·亨德森，84歲，英國皇家海軍上將。
- 卡馬爾·米特拉，80歲，印度演員。
- 約翰·羅克斯伯格，61歲，澳大利亞賽車手和賽車運動管理員。[7]
- 雅努什·西德沃, 波蘭擲標槍運動員和奧運會獎牌獲得者[8]
- 藤泽朋斋，74歲，日本職業圍棋選手。

### 3日
- 彼得·貝克曼，68歲，捷克斯洛伐克裔美國作家和物理學家。
- 維托里奧·巴迪尼·孔法洛涅里，79歲，義大利政治家和律師。
- 詹姆斯·唐納德，76歲，蘇格蘭演員[9]
- 艾爾文·格特里，48歲，美國植物學家和植物收藏家[10]
- 普雷姆·克里希納·卡納，99歲，印度革命家和政治家。
- 厄尼·諾曼，80歲，澳大利亞橄欖球運動員。
- 西奧多·A·派克三世，40歲，美國鳥類學家[11]
- 欽馬亞南達薩拉斯瓦蒂，77歲，印度印度教精神領袖和教師。[12]
- 梅賽德斯·巴爾迪維索，69歲，智利作家。

### 4日
- 奈史密斯·安肯尼，66歲，美國數學家。
- 伯納德·巴羅，65歲，美國演員[13]
- 肯尼·德魯，64歲，美國爵士鋼琴家[14]
- 傑克杜萬，72歲，美國籃球運動員[15]
- 鮑勃·邁爾，77歲，美國棒球運動員[16]
- 約翰·皮卡德，80歲，美國演員
- 喬治·M·沃豪澤，93歲，美國政治家[17]

### 5日
- 鮑勃·庫珀，67歲，美國爵士音樂家，心臟病發作。
- 蘭迪·喬·霍布斯，45歲，美國音樂家，心力衰竭。
- 荷馬·A·傑克，77歲，美國一神論神職人員、和平主義者和社會活動家。[18]
- 約瑟夫·保羅·傑尼根，39歲，美國被定罪的殺人犯[19]
- 卡琳·內爾莫斯，88歲，丹麥女演員。[20]
- 比爾·彼得森，73歲，美式橄欖球運動員和教練。
- 弗朗西斯科·魯阿，82歲，阿根廷足球運動員。
- 歐根·蘇申，84歲，斯洛伐克作曲家。[21]

### 6日
- 特克斯·休森，77歲，美國職業棒球大聯盟球員[22]
- 鮑勃·基塞爾，81歲，美國短跑運動員[23]
- 本·克拉森，75歲，美國政治家和白人至上主義宗教領袖
- 埃薩德·梅庫利，76歲，阿爾巴尼亞詩人、評論家和翻譯家。
- 亨利·菲利普·法老，92歲，黎巴嫩商人和政治家
- 米爾頓·奧維爾·湯普森，67歲，美國海軍軍官和美國宇航局試飛員[24]
- 比爾·湯姆森，79歲，加拿大冰球運動員[25]

### 7日
- 海爾特·巴克，72歲，荷蘭水手[26]
- 羅伊·巴德，46歲，英國爵士鋼琴家和作曲家[27]
- 約翰·R·伯克，68歲，鐘斯鎮大屠殺期間美國駐圭亞那大使。
- 大衛弗雷，86歲，澳大利亞科學家和博物學家。[28]
- 查理斯·麥克斯韋，79歲，美國演員和製片人。
- 路易士·謝弗，80歲，美國記者，普利策獎釀酒師[29]

### 8日
- 哈裡·貝拉弗，88歲，美國演員[30]
- 尼可·赫伯曼，61歲，荷蘭計算機科學家[31]
- 羅伊·倫敦，50歲，美國演員和表演教練[32]
- 拉斯洛·安多爾，78歲，匈牙利經濟學家。

### 9日
- 伊琳娜·費布里茲，78歲，義大利女演員和電視名人。
- 米洛拉德·米特羅維奇，85歲，塞爾維亞足球運動員[33]
- 查德·奧利弗，65歲，美國人類學家和科幻小說家[34]
- 揚·瓦塔馬努，56歲，摩爾多瓦作家和政治家。

### 10日
- 奧黛麗·查普曼，94歲，美國默片時代女演員。
- 肯·恩蘭德，79歲，美國編劇。[35]
- 歐律諾摩斯，25歲，挪威音樂家[36]
- 黛安娜·霍爾曼-杭特，79歲，英國回憶錄作家和藝術評論家。[37]
- 伊娃·奧爾梅羅娃，59歲，捷克流行和爵士歌手，肝硬化。
- 大衛·羅傑斯，57歲，美國鄉村音樂藝術家。[38]
- 昆西·特魯普，80歲，美國棒球運動員，業餘拳擊冠軍。[39]

### 11日
- 艾林·比爾斯，72歲，美國橄欖球運動員。[40]
- 阿伽門農·格拉西奧斯，71歲，希臘陸軍將軍。
- 艾斯泰因·瓊松，86歲，冰島政治家和部長。
- 比爾·威爾遜，50歲，美國棒球運動員[41]

### 12日
- 約翰·H·德紹爾，88歲，德裔美國化學工程師和商人。[42]
- 蕾吉娜·奧爾森·休斯，98歲，美國植物藝術科學插畫家。
- 傑克·洛特，73歲，美國大型獵人和作家。
- 喬治·梅森，79歲，英格蘭足球運動員。[43]

### 13日
- 威利·奧蒂奧，83歲，芬蘭賽艇運動員[44]
- 傑克遜·愛德華·貝茨，89歲，美國政治家[45]
- 芭芭拉·吉布斯·戈爾夫芬，80歲，美國詩人和翻譯家[46]
- 海倫·雅各斯，87歲，二戰期間德國抵抗運動成員。
- 瑪格麗塔·帕丁，83歲，阿根廷女演員。
- 魯道夫·托馬西，85歲，義大利足球運動員。

### 14日
- 伊日·阿達米拉，67歲，捷克演員和大學教育家。[47]
- 弗朗西斯·曼凱維奇，49歲，加拿大電影導演、編劇和製片人[48]
- 安德列·梅里克，80歲，法國政治家[49]
- 君特·范·威爾，70歲，德國外交官和西德大使。

### 15日
- 約翰尼·布拉頓，65歲，美國拳擊冠軍。
- 歧樂嘉，86歲，香港政治家。
- 派特里夏·聖約翰，74歲，英國作家。
- 羅伯特·肯普納，93歲，德裔美國律師。[50]
- 卡列維·莉亞，67歲，芬蘭足球運動員。
- 漢斯·諾達爾，75歲，挪威足球運動員。[51]
- 內森·平松，76歲，阿根廷演員，心臟病發作。

### 16日
- 阿卜杜勒·阿拉·薩布齊瓦里，81歲，伊朗-伊拉克什葉派大阿亞圖拉。
- 雅各·D·比姆，85歲，美國外交官。[52]
- 勒內·德雷富斯，88歲，法國賽車手。
- 歐內斯特·費恩霍，84歲，英國政治家。[53]
- 湯姆·富切洛，56歲，美國演員[54]
- 斯圖爾特·格蘭傑，80歲，英國電影演員[55]
- 瓊·休斯，75歲，英國試飛員和特技演員。[56]
- 基蒂·奧布萊恩·喬伊納，77歲，美國電氣工程師。
- 愛琳·沙拉夫，83歲，美國服裝設計師[57]
- 埃塞爾溫·特雷瓦瓦斯，92歲，英國魚類學家。[58]

### 17日
- 冯康，72歲，中國數學家。
- 羅伯特·C·梅納德，56歲，美國記者和報紙出版商[59]
- 菲爾·西摩，41歲，美國音樂家[60]
- 阿爾西瑪，71歲，美國棒球運動員。[61]

### 18日
- 托尼·巴里克，59歲，英國電視編劇，癌症。
- 黛西·盧米尼，57歲，意大利作曲家、歌手和舞台劇演員[62]
- 提諾·斯里尼齊，59歲，意大利演員和舞台導演[63]
- 帕維爾·史托克，80歲，波蘭籃球運動員。[64]

### 19日
- 露辛達·巴拉德，87歲，美國服裝設計師[65]
- 伊里斯·法爾克洛斯·布里奇，81歲，美國政治家。[66]
- 烏達帕爾·達特，64歲，印度演員、導演和劇作家。[67]
- 熱拉爾·埃羅德，53歲，法國演員[68]
- 薩拉赫·賈迪德，67歲，敘利亞將軍和政治家，心臟病發作。
- 唐納德·威廉·克斯特，81歲，美國物理學家。[69]

### 20日
- 托尼·巴頓，56歲，英格蘭足球運動員和足球經理[70]
- 庫斯·德容，81歲，荷蘭水手和奧運獎牌得主。[71]
- 威廉·J·墨菲，81歲，美國政治家。
- 賴納·舒爾曼，52歲，德國多明尼加牧師和哲學家[72]
- 維克多·托辛，45歲，俄羅斯射擊運動員和奧運獎牌得主。[73]

### 21日
- 路易士·庫爾斯-拉蒂格，88歲，多明尼加政治家。
- 寶拉·狄貝爾，58歲，美國鉛球運動員和奧運選手。[74]
- 藤山一郎，82歲，日本歌手和作曲家。[75]
- 卡斯迪·梅爾巴，55歲，阿爾及利亞政治家，被謀殺。
- 塔蒂亞娜·特羅亞諾斯，54歲，美國女中音[76]

### 22日
- 艾迪·切爾斯，83歲，美國商人和棒球高管。[77]
- 丁穆罕默德·庫納耶夫，81歲，蘇聯和哈薩克共產主義政治家。
- R·貢杜·拉奧，56歲，印度政治家，白血病。
- 哈爾西·羅伊登，64歲，美國數學家[78]
- 重兼芳子，66歲，日本作家。

### 23日
- 格雷戈里·蓋伊，92歲，俄裔美國演員[79]
- 皮耶羅·帕裡尼，98歲，義大利記者和政治家。
- 愛德華·拉夫尼卡，85歲，斯洛維尼亞建築師[80]
- 查理斯·斯科塞斯，80歲，美國演員[81]

### 24日
- 喬治·坎斯代爾，83歲，英國動物學家，作家和電視名人。[82]
- 魯本·坎圖，26歲，美國被定罪的殺人犯[83]
- 萊奧波爾多·康達比爾，64歲，阿根廷籃球運動員。[84]
- D·B·迪奧達爾，101歲，印度板球運動員。
- 鮑里斯·萊文，86歲，蘇聯和俄羅斯數學家。
- 大衛·梅森，36歲，美國連環殺手[85]
- 阿爾伯特·約瑟夫·麥康諾，89歲，愛爾蘭數學家和數學物理學家。[86]

### 25日
- 珍娜·艾倫，36歲，美國詞曲作者
- 艾米·比爾，26歲，美國反種族隔離活動家[87]
- 湯姆·加勒里，95歲，美國電影演員和體育推廣人。
- 羅蘭士·嘉道理，94歲，香港實業家、攝影師和慈善家[88]
- 鮑裡斯·莫伊松，55歲，蘇聯和俄羅斯數學家[89]
- 麥考利·史密斯，88歲，美國長跑運動員和奧運選手。[90]

### 26日
- 卡爾·貝溫格，80歲，德國政治家。
- 珍·卡門，80歲，美國電影、舞臺和廣播女演員。
- 搖滾多普西，61歲，美國zydeco歌手和手風琴演奏家[91]
- 羅伊·雷蒙德，46歲，美國商人，維多利亞的秘密創始人[92]
- 艾倫·沃頓，70歲，英國板球運動員。[93]

### 27日
- 拉斐爾·阿爾凱德，86歲，墨西哥電影演員。
- 沃爾夫岡·赫爾克，78歲，德國埃及學家和作家。[94]
- 何塞·馬蘭特，78歲，阿根廷足球運動員。
- 吉恩·湯瑪斯，50歲，美國橄欖球運動員[95]
- 阿奇·威爾考克斯，90歲，加拿大冰球後衛。[96]

### 28日
- 喬治·阿普爾頓，91歲，英國聖公會主教和作家[97]
- 伯尼·鮑姆，63歲，美國詞曲作者。[98]
- 弗蘭克·希爾，87歲，蘇格蘭足球運動員和經理。
- 米德爾頓伯爵夫人莉蓮，81歲，英國舞臺和銀幕女演員和小說家。[99]
- 保罗·罗，79歲，美國冰球運動員[100]
- 威廉·斯塔福德，79歲，美國詩人和和平主義者。[101]
- 爱德华·帕尔默·汤普森，69歲，英國歷史學家、作家、社會主義者和和平主義者[102]

### 29日
- 多里安·科里，56歲，美國變裝演員和時裝設計師[103]
- 羅傑·麥古斯基，63歲，美國印地賽車手
- 卡洛斯·聖地牙哥·尼諾，49歲，阿根廷哲學家
- 格溫多琳·波特，91歲，英國田徑運動員[104]

### 30日
- 伊恩·福利，30歲，英國板球運動員[105]
- 理查·喬丹，56歲，美國演員[106]
- 安東尼·普洛曼，87歲，英國法官。[107]
- 米洛斯·祖蒂奇，53歲，塞爾維亞演員。

### 31日
- 傑斯·希爾，86歲，美國棒球運動員，運動員和教練[108]
- 斯特拉·克拉姆里奇，97歲，美國藝術史學家和策展人。[109]
- 斯圖爾特·萊瑟姆，81歲，英國演員、導演和電視製片人。
- 利戈里奧·洛佩斯，60歲，墨西哥足球運動員。
- 亞歷山大·內克裡奇，73歲，蘇聯和俄羅斯歷史學家。[110]
- 齊格弗裡德·舒倫伯格，93歲，德國電影演員。[111]
- 阿爾·特拉斯，92歲，美國詞曲作者和樂團團長[112]